# Kreuzerhöhungsbasilika (Czernowitz)

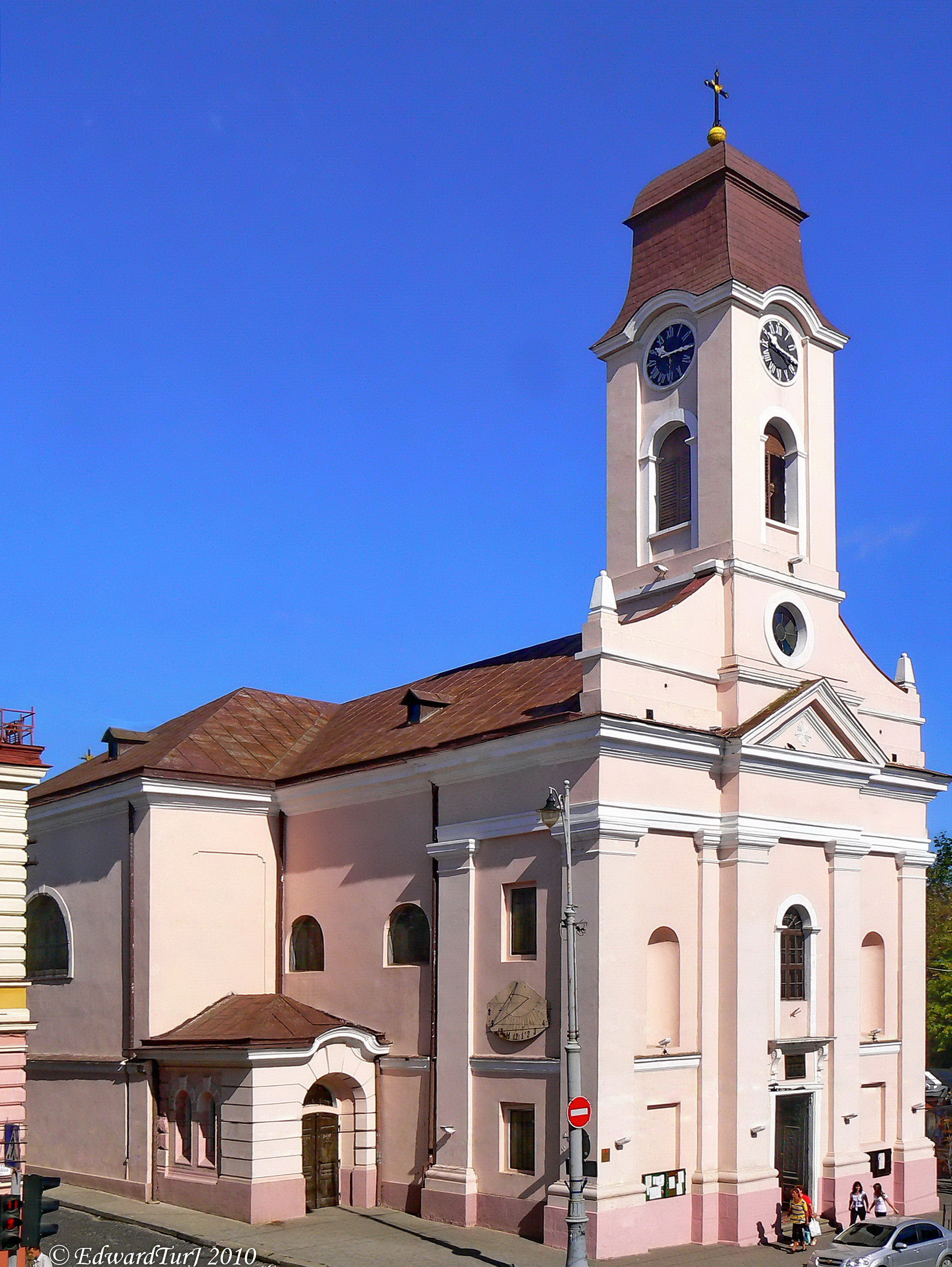
Kreuzerhöhungbasilika

Die Kreuzerhöhungsbasilika ist eine römisch-katholische Kirche in Czernowitz, Ukraine. Sie ist der Kreuzerhöhung gewidmet und hat den Status einer Basilica minor. Die Kirche war das erste Steingebäude der Stadt.

## Geschichte
1774 wurde Czernowitz wie die gesamte Bukowina von Österreich besetzt. Im Jahr 1778 wurde in Czernowitz der Bau der ersten Kirche vollendet, die zum Vorläufer der Kirche der Kreuzerhöhung wurde. Die Holzkirche mit einem Turm befand sich auf dem Platz gegenüber der heutigen Kirche. Auf Geheiß des österreichischen Kaisers Joseph II. wurde 1787, während seines Aufenthalts in Czernowitz, mit dem Bau der neuen Steinkirche begonnen, deren Bau 27 Jahre dauerte. Wegen Bau- und Planungsmängeln stürzte der Turm zweimal ein. Die alte Holzkirche wurde den Protestanten übergeben. Auf dem Platz wurde ein Kreuz mit einer Stuckdarstellung der Jungfrau Maria errichtet, das dort bis 1950 stand. Erst 1814 wurden die Bauarbeiten abgeschlossen. Czernowitz hatte damals 5.400 Einwohner. Am 29. Juli 1814 fand die feierliche Weihe der neuen Kirche der Kreuzerhöhung statt. Speziell für den österreichischen Kaiser wurde in der Kirche ein Thron aufgebaut, auf dem er während des Gottesdienstes saß. Er traf in der Kirche bei seinem Besuch in Czernowitz mit dem russischen Zaren Alexander I. zusammen.
Anfangs wurde die Kirche auch für Gottesdienste der griechisch-katholischen Gläubigen und der armenischen Katholiken genutzt, bis sie ein eigenes Gotteshaus hatten. Lange Zeit war die katholische Kirche mit ihrer hohen Turmspitze die architektonische Dominante von Czernowitz. Der Turm selbst diente als Beobachtungsposten zur rechtzeitigen Entdeckung von Bränden. Im Jahr 1818 wurde eine Uhr auf dem Turm der Kirche installiert. 1861 brannte die Kirche aus unbekannter Ursache, vor allem der Eingangsbereich war betroffen. Im Jahr 1866 wurde die Kirche wieder aufgebaut. Zu dieser Zeit wurde auch eine Orgel installiert, die in den 1870er Jahren zwei Medaillen erhielt: eine in Wien und die andere in Paris, für das beste Timbre in ganz Europa.
Im Jahr 1910 lebten in Czernowitz 23.000 Katholiken, 27 % der Gesamtbevölkerung. Nach dem Zweiten Weltkrieg, als die meisten Deutschen und Polen die Bukowina verließen, blieben nur 2.000 Katholiken in der Stadt. Trotzdem gab es ein Gemeindeleben während der Sowjetzeit, wodurch das Innere erhalten werden konnte. Heute dient die Kirche sowohl der ukrainischen als auch der polnischen Gemeinde. 
Am 19. Juli 2014 erhielt die Kirche durch Papst Franziskus den Rang einer Basilica minor verliehen.

## Kirchengebäude

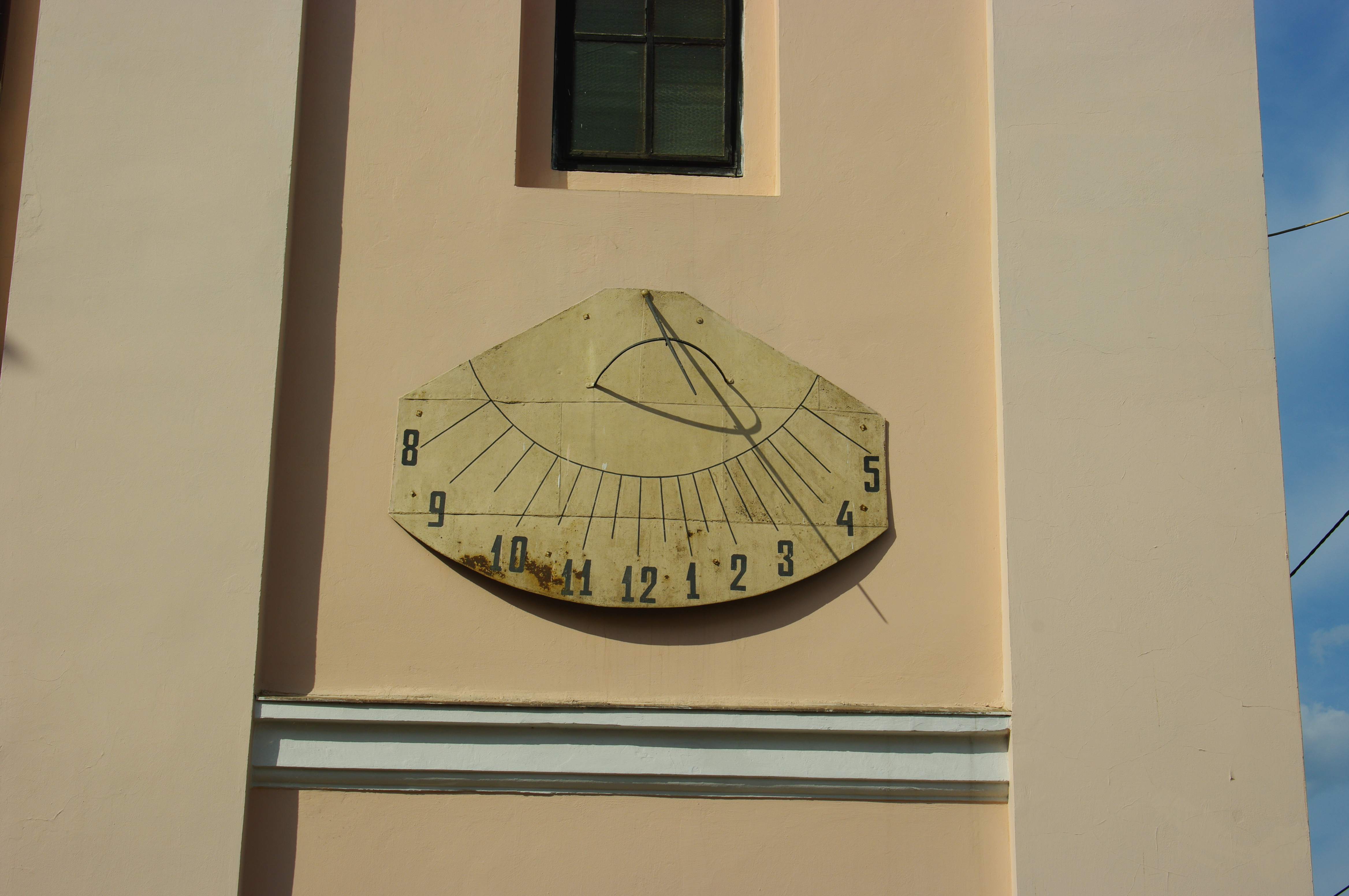
Sonnenuhr an der Kirchenseite

Die Kirche wurde im Stil einer Jesuitenkirche erbaut. Das Vorbild war eine Kirche in Rom. Dieser Stil ist geprägt durch expressive Malerei, Skulpturen und Gemälde. Die Fresken an Wänden und Decken sind mit stilisierten floralen Motiven gefüllt, die den Baum des Lebens symbolisieren. In der Kirche stehen sieben neugotische Altäre. Zur Kirchenausstattung gehören auch Elemente, die nach der Schließung anderer religiöser Gebäude der Stadt in der Sowjetzeit hierherkamen. Insbesondere wurden 1963 die Skulpturen von Heiligen, Ikonen, liturgische Bücher und Beichtstühle aus der Jesuitenkirche des Heiligsten Herzens Jesu in die Kreuzerhöhungskirche übertragen. An der Seitenwand der Kirche befinden sich die ältesten Sonnenuhren der Westukraine.